# Emilio Rentería
Emilio Rentería (ur. 9 października 1984 w Caracas) – wenezuelski piłkarz grający na pozycji napastnika.

## Kariera klubowa
Karierę piłkarską Rentería rozpoczął w Caracas FC. Spędził tam rok, by w 2001 roku przenieść się do hiszpańskiego klubu Levante UD. W tej drużynie Rentería spędził trzy lata, ale dane mu było dwukrotnie zagrać w pierwszej drużynie tego zespołu. Po przygodzie z Levante Rentería wrócił do Wenezueli, gdzie w sezonie 2004/05 bronił barw Deportivo Italii. W barwach tego zespołu Rentería rozegrał 31 spotkań i strzelił 12 goli. W 2005 roku Rentería przeszedł do Unión Atlético Maracaibo. W ciągu dwóch lat gry w tym klubie Rentería rozegrał zaledwie 18 spotkań i strzelił 4 gole.
W 2007 roku Rentería przeniósł się do swojego pierwszego klubu, Caracas FC. Z tym klubem zdobył mistrzostwo kraju, a on sam był wtedy jednym z podstawowych zawodników tego zespołu. Dwa lata później Rentería postanowił zmienić otoczenie i przeniósł się do Columbus Crew, klubu grającego w amerykańskiej Major League Soccer. W tej drużynie Rentería zadebiutował 20 września 2009 roku w meczu z Chicago Fire, a pierwszą bramkę zdobył 20 maja 2010 roku w spotkaniu z New York Red Bulls.

## Kariera reprezentacyjna
W reprezentacji Wenezueli Rentería zadebiutował w 2007 roku. Dotychczas w kadrze Rentería rozegrał 7 spotkań i nie strzelił gola.